# エイトル・ヴィラ＝ロボス
エイトル・ヴィラ＝ロボス（Heitor Villa-Lobos 1887年3月5日 - 1959年11月17日）はブラジル出身の作曲家。独学で作曲を勉強し、クラシックの技法にブラジル独自の音楽を取り込んだ作風で知られる。ヴィラ＝ロボスは、南米のみならず、20世紀を代表する作曲家の一人である。また、多作家としても知られ、作品数は1000を超える。
1986年から発行されていたブラジルの旧500クルザード紙幣に肖像が使用されていた。また、切手にも肖像が使用されていた。

## 生涯
エイトル・ヴィラ＝ロボスは1887年、リオ・デ・ジャネイロに生まれた。エイトルの父ハウル・ヴィラ＝ロボスはスペインからブラジルに移住した大学教授で、またアマチュア音楽家でもあった。母ノエミアは父に作曲家のアントニオ・サントス・モンテイロを持ち、ハウルとの間には8人との子どもを得た。
ヴィラ＝ロボス家は二階建ての家に住んでおり、一階にはエイトルの叔父ジョゼ・ジョルジ・ハンジェウと叔母レオポルディナ・ド・アマラウが商店を営んでおり、二階にはハウルとノエミア、エイトルが暮らしていた。叔父たちが営む商店では音楽家を招いたパーティが行われており、エイトルは「トゥフ」というあだ名で可愛がられた。
しかし1892年、ハウルが職場のトラブルや、当時の副大統領への政権批判記事を新聞に掲載したことによる政治的危険性から、一家はリオ・デ・ジャネイロを離れ、ブラジル各地を転々とする生活を送ることになる。1893年、最終的にリオ・デ・ジャネイロへと戻り、再び音楽家たちを集めたパーティが再開される。ハウルはこの時、就寝時間の言いつけを破って度々、音楽家たちのパーティを見に来たエイトルを見て、音楽への手解きをしようと確信したという。また叔母はJ.S.バッハの平均律クラヴィーア曲集を好んで弾いたと伝えられており、エイトルのその後の音楽に大きな影響を与えた。
こうしてエイトルはハウルからピアノ、クラリネット、チェロを演奏することを学び、また演奏会などにもハウルに引き連れられ見学に行った。その後、独学でギターとサキソフォンを学び、作曲も1899年頃には記録に残る最初の作品が音楽家たちのパーティの中で発表された。
1899年に当時ブラジルで流行していた天然痘によってハウルが没する。どうにか医学部のある大学へと進学させたい母ノエミアの反対を押し切って、エイトルは16歳の時に家を出て叔母の家に移り住む。その後、ギターのレッスンなどで収入を得つつ、演奏家としての活動を始める。
1905年にはブラジル北部に民謡の収集に出かけ、1907年には税関の警備員などをし、1908年にはパラグアイを拠点に演奏活動を続けた。1913年にはピアニストのルシリアと結婚した。1915年から1917年にかけて多くの室内楽作品や管弦楽作品などを作曲し、また自作品だけの演奏会も度々企画して興行を行った。1922年には「近代芸術週間」や「独立百周年記念博覧会」などで主に室内楽を中心に作品が演奏され、イベントの前衛的な趣旨と相まって、前衛作曲家としての地位を高めていく。こうした活動がダリウス・ミヨーやアルトゥール・ルービンシュタインを通じて認められ、政府の奨学金を得て、1923年にパリへ留学した。この頃に書かれた作品として、ヴァンサン・ダンディの手法による3つの交響曲 (交響曲第1番から第3番)、3つの戦争交響曲 (交響曲第4番から第6番)、ヴァイオリンとピアノのための幻想曲第1番などがある。
1923年にはルービンシュタインによって「赤ちゃんの一族」第1集が上演されたほか、同第2集、ノネット、ピアノ三重奏曲などが上演され好評を得た。またルービンシュタインの紹介もあり、音楽出版社であるマックス・エシック社との契約が結ばれ、声とヴァイオリンのための組曲などが出版された。その後、資金が底を付き、ヴィラ＝ロボスは一旦、ブラジルに帰国することになる。ヴィラ＝ロボスの代表作ショーロスの多くはこの時期に作曲された。
その後、カルロス・ギンレの資金援助を受け、再びパリを拠点に活動を再開した。この時期にはショーロスを始め、多くの作品がパリで上演され、パリでもヴィラ＝ロボスの名が知られるようになった。またエドガー・ヴァレーズやレオポルド・ストコフスキー、セルゲイ・クーセヴィツキー、アンドレス・セゴビアなどの著名な音楽家たちと交友関係を築いたのもこの時期である。
しかし、ジェトゥリオ・ドルネレス・ヴァルガスが引き起こした1930年革命により、金銭難に陥ったため留守にしていたパリのアパートから立ち退きを余儀なくされる。この時に、2つのショーロ（第13番と第14番）を含む多くの作品の自筆楽譜と筆写譜が失われたと考えられている。
ブラジルに帰国後、サンパウロ州を統治していたジョアオ・アウベルト・リンス・ジ・バホスよりブラジル内陸部でクラシック音楽のイベントを行うよう要請される。このイベントは「ヴィラ＝ロボス芸術ツアー」と命名され、サンパウロ州、ミナスジェライス州、パラナ州などを巡った。1932年には25歳年下の音楽教師アルミンダ・ネヴェス・ダウメイダと愛人関係になり、ルシリアとの婚姻関係の解消を巡り裁判沙汰にまで発展する。
1933年には、ジェトゥリオ・ヴァルガス政権が設立した音楽芸術教育庁の初代長官に就任する。
1940年代になると、アルゼンチンやアメリカなど南北アメリカ大陸を中心に渡り歩き、各地で講演や自作の演奏会などを行った。1945年にはブラジル音楽アカデミーを設立し、初代会長に就任した。
1948年には膀胱がんが診断され手術が行われた。以降、入退院を繰り返しながらも、戦後のヨーロッパやアメリカ、イスラエル、フィンランドなど世界中を巡り、自作の演奏会などを行った。1959年、故郷リオ・デ・ジャネイロで72年の生涯を終えた。
ヴィラ＝ロボスの没後、アルミンダはブラジル大統領ジュセリーノ・クビチェクに掛け合い、ヴィラ＝ロボス博物館を設立、初代館長に就任した。

## 主要作品
詳細はヴィラ＝ロボスの楽曲一覧を参照。
12曲の交響曲、17曲の弦楽四重奏曲といった古典的な形式によった作品から9曲の「ブラジル風バッハ」のような実験的な性格を持つ作品まで、実に1,000曲近くに及ぶ膨大な作品を遺した作曲家であり、その全貌を捉えることは容易なことではない。以下、主な作品を列記する。

### ブラジル風バッハ
原題は“Bachianas Brasileiras”。その名の通り、ブラジルの民俗音楽素材に基づき変奏や対位法的処理が行われる、9曲からなる作品となっている。9曲は楽器編成が異なっているため、通して演奏されることは希であるが、ヴィラ＝ロボスを代表する作品として、いずれも著名な作品である。

### ショーロス
ショーロス (Chôros) は、都会化された民俗舞曲に基づく、ブラジル風のセレナードとも言うべき音楽である。ヴィラ＝ロボスは、第14番まで＋2曲のショーロスを遺している（ただし、第13番と第14番は楽譜紛失のため演奏不可能）。このシリーズも作品ごとに楽器編成が異なっている。

### 交響曲
- 第1番「知られざるもの」: 1916年。
- 第2番「昇天」: 1917年。
- 第3番「戦争」: 1919年。
- 第4番「勝利」: 1919年。
- 第5番「平和」: 1920年。楽譜紛失。

　　（第3番から第5番の3曲は第一次世界大戦終結を記念してブラジル政府から委嘱された３部作となっている）
- 第6番「ブラジルの山の稜線」: 1944年。
- 第7番: 1945年。
- 第8番: 1950年。
- 第9番: 1951年。
- 第10番「アメリンディア」: 1952年。
- 第11番: 1955年。
- 第12番: 1957年。

### 映画音楽
- ブラジルの発見 (Descobrimento do Brasil): 1937年。後に改編された4曲からなる組曲でも知られる。
- 緑の館 (Green Mansion): 1958年。同年、自身が作曲した部分を取り出しアマゾンの森 (Floresta do Amazonas）として改作

### バレエ音楽
- アマゾナス (Amazonas): 1917年。
- ウイラプルー (Uirapurú): 1917年。
- 大地の踊り (Dança da terra): 1939年。合唱と打楽器で演奏される。
- マンドゥ＝サララ (Mandú-Çarárá): 1948年。2台のピアノと打楽器、合唱、児童合唱による。

### 管弦楽曲
- ニューヨーク・スカイライン・メロディ (New York Skyline Melody)：1939年。図形楽譜の手法で作曲された作品。
- 浸食−アマゾン川の水源 (Erosion - The origin of the Amazon River)：1951年。
- 序曲「熱帯林の夜明け」 (Overture "Dawn in Tropical forest)：1954年。

### 協奏曲
- ピアノと管弦楽のための組曲：1913年。同年に結婚した妻、ピアニストのルチリアのために書かれた。
- ピアノ協奏曲第1番：1945年。番号付きのピアノ協奏曲は全5曲でいずれも創作第三期の作品である。
- ギター協奏曲：1951年。最初は協奏的幻想曲として構想された。時に「コパカバーナ」の愛称で呼ばれる。ギターリストにとってロドリーゴやカステルヌオーヴォ＝テデスコの作品と並んで重要な作品である。
- ハープ協奏曲：1953年。
- ハーモニカ協奏曲：1955年

### 室内楽曲

#### 弦楽四重奏曲
ヴィラ＝ロボスは全部で17曲の弦楽四重奏曲を作曲した。死の直前に第18番に着手したが、完成させることなく亡くなった。第1番から第4番までが初期の1915-17年に作曲され、14年のブランクを経て第5番が書かれ、さらに7年の空白期の後、1938年の第6番以降1957年の第17番までをコンスタントなペースで書き上げた。
- 弦楽四重奏曲第6番：1938年。時に『ブラジル』の愛称で呼ばれることがある。第1楽章にsertãoというブラジル北東部の民謡のリズムを用いている。また終楽章ではポリリズムの活発な音楽となっている。フォークロアな魅力で、彼の弦楽四重奏曲の中では比較的よく知られた作品である。

#### その他の室内楽曲
- 神秘的な六重奏曲：1917年。フルート、オーボエ、サクソフォン、チェレスタ、ハープ、ギターという変わった編成の曲。
- 五重奏曲：1928年。フルート、オーボエ、イングリッシュ・ホルン、クラリネット、ファゴット。
- ソナタ・ファンタジア第1番：1912年。ヴァイオリン、ピアノ。ソナタ・ファンタジアは全4曲。
- 花の分類：フルートとギター。

### 器楽曲

#### ピアノ曲
ピアノ曲は、ヴィラ＝ロボスの作品の中でも演奏、録音される機会が多い作品群である。また、長年教育に携わった作曲者らしく、初心者向けの作品、子供の小さな手を意識した作品や、子供を題材にした作品が多いのも特徴である。
- 花の組曲 Op.97：1916-18年。【1.夏の牧歌／2.歌う村娘／3.庭園での喜び】
- 赤ちゃんの一族　第1集「赤ちゃんの家族」(1918年)
- 赤ちゃんの一族　第2集「小さい動物たち」(1921年)
- 子供の謝肉祭：1920年。【1.ピエロの子馬／2.小さな悪魔の鞭／3.ピエロの朝／4.かわいいお坊さんの鈴／5.小さな乞食の大事件／6.かわいい仮装のいたずらっ子／7.おませな子の幻想的な笛／8.子供たちのフォリア】
- ブラジルの詩：1936年。【1.カボークロの苗植え／2.吟遊詩人の印象／3.奥地の祭り／4.白人インディオの踊り】

#### ギター曲
ギター作品の数は、ヴィラ＝ロボスの膨大な作品数から言えば、決して多くはなく、ギター曲であるショーロス第1番を含めてもCD1枚ないし2枚に全作品が収まってしまうほどだが、そのいずれもがギタリストにとっては重要なレパートリーとなっている。他にも書かれた作品の多くが失われるか散逸しているとされる。
- ブラジル民謡組曲：1928年版【1.マズルカ・ショーロ／2.ショティッシュ・ショーロ／3.小ショーロ／4.ワルツ・ショーロ】、1948年版【1.マズルカ・ショーロ／2.ショティッシュ・ショーロ／3.ワルツ・ショーロ／4.ガヴォット・ショーロ／5.小ショーロ】
- 12の練習曲：1928年。
- 5つの前奏曲：1940年。本来は全6曲だったが第6曲は紛失。
- ショーロス（第1番）：1920年。